# Aubert Cigale
Cigale est le nom donné par Paul Aubert à une famille de monoplans à aile haute d'école et de tourisme français développés avant et après la Seconde Guerre mondiale.

## Aubert PA-20 Cigale
Le premier Cigale était un biplace de tourisme et d’école construit entièrement en bois. Monoplan à aile haute cantilever, habitacle côte-à-côte entièrement fermé et un train classique fixe à large voie composé de deux jambes en porte à faux, cet appareil paraissait très moderne quand il effectua son premier vol le 25 février 1938, piloté par Maurice Bruneteau. Son moteur Train 6T de 60 ch paraissant insuffisant, le prototype a rapidement été remotorisé, devenant le PA-201 Cigale.

## Aubert PA-201 Cigale
Le 12 avril 1938 l’unique PA-20 Cigale reprit l’air avec un moteur Régnier de 90 ch. Présenté au Salon aéronautique de Paris en 1938, il fut détruit durant la Seconde Guerre mondiale. Dès 1945 un second PA-201 fut achevé (F-WBBQ) avec une voilure légèrement modifiée et des réservoirs agrandis. Il a ensuite été converti en quadriplace PA-204.

## Aubert PA-204 Cigale Major
Durant le Salon aéronautique de Paris en 1938 Paul Aubert présenta à côté du PA-201 une version quadriplace de l’appareil, annoncé comme facilement convertible en avion sanitaire. La cellule exposée n'était pas motorisée et ne put voler avant la guerre, mais le PA-201 no 02 (F-BBBQ) fut transformé en quadriplace et prit l’air ainsi modifié le 21 avril 1949. Un seul autre exemplaire fut construit (F-BFRU), converti ensuite en PA-204S puis PA-204L.

## Aubert PA-204S Super Cigale
En 1951 le PA-204 F-BFRU fut remotorisé avec un Snecma 4L-21 de 170 ch. Il fut opposé à partir du 27 février 1955 au Boisavia B-605 Mercurey dans une compétition organisée par la Fédération nationale aéronautique pour la fourniture d’un quadriplace aux aéro-clubs français qui n’aboutira pas.

## Aubert PA-204L Super Cigale
Le 27 juillet 1955 le PA-204S reprit l’air après avoir reçu un moteur Lycoming O-290 (en)-D2B de 135 ch. Une série de 30 appareils semble avoir été lancée, mais deux appareils seulement furent achevés, le F-BGST (c/n 101) converti ensuite en PA-205L et le F-BGSU (c/n 102), pris en compte par l’Aéro-Club Air France.

## Aubert PA-204 S Super Cigale
En 1956 le PA-204L no 101 fut remotorisé avec un Lycoming O-320 de 150 ch. Cet avion a été détruit sur accident.